# 황금나방과
황금나방과(Cimeliidae, 이전의 Axiidae)는 나비목에 속하는 나방과의 하나로 황금나방상과(Cimelioidea)의 유일한 과이다.

## 속
- 황금나방속 (Axia)
- Epicimelia